# Evje og Hornnes
58°35′33″N 7°48′44″Ø / 58.59250°N 7.81222°Ø
Evje og Hornnes er en kommune i Agder fylke i Norge. Den grænser i nord til Bygland, i øst til Froland og Birkenes, i syd til Iveland, Vennesla og Marnardal, og i vest til Audnedal og Åseral.